# Роланд Пенроуз
Сер Роланд Альгернон Пенроуз (нар. 14 жовтня 1900, Лондон — пом. 23 квітня 1984, Чіддінґлі, Східний Сассекс) — англійський художник, історик і поет. Був промоутером і колекціонером сучасного мистецтва та сподвижником сюрреалістів у Великій Британії. Під час Другої світової війни він застосував свої художні навички на практиці як викладач камуфляжу.

## Біографія

### Ранні роки
Пенроуз був сином Джеймса Дойла Пенроуза (1862—1932), успішного художника-портретиста, та Елізабет Джозефіни Пекковер, дочки заможного банкіра-квакера. Він був третім із чотирьох братів.
Роланд виріс в Вотфорді, відвідував школу Даунса, Колволл, Герефордшир, а потім школу Лейтон-Парку, Редінг, Беркшир. У серпні 1918 року приєднався до підрозділу швидкої допомоги, який служив з вересня 1918 року в Британському Червоному Хресті в Італії. Після вивчення архітектури у Квінс-коледжі, Кембридж, Пенроуз перейшов на живопис і переїхав до Франції, де жив з 1922 р. і де в 1925 р. одружився зі своєю першою дружиною поетесою Валентиною Буе.

### Сюрреалізм
Пенроуз повернувся до Лондона в 1936 році й був одним з організаторів Лондонської міжнародної сюрреалістичної виставки, що призвело до створення англійського сюрреалістичного руху. Пенроуз оселився в Гемпстеді на півночі Лондона, де він був в осередку спільноти авангардних британських художників та емігрантів, які там оселилися.
Шлюб Пенроуза і Буе розпався в 1934 р., вони розлучилися в 1937 р. Пенроуз прибув до Корнволла в червні 1937 р., де жив у домі свого брата в затоці Ламбе. Його супроводжувала група художників-сюрреалістів і його нова кохана Леонора Керрінгтон.
У 1938 році Пенроуз організував демонстрацію Герніки Пікассо, в рамках якої було зібрано кошти для республіканського уряду Іспанії. У цьому ж році у нього був роман з Пеґґі Ґуґґенгайм, коли вона зустріла його у своїй галереї Ґуґґенгайм Жон, щоб спробувати продати йому картину французького художника-сюрреаліста Іва Тангі. 1939 року в Пенроуза зав'язалися стосунки з його моделлю та фотографом Лі Міллер.

## Камуфляжна робота в час Другої світової війни
Пенроуз був пацифістом, але після початку Другої світової війни він пішов добровольцем-наглядачем повітряних польотів, а потім викладав військовий камуфляж у навчально-виховному центрі «Гвардія» в парку Остерлі. Це призвело до того, що Пенроуз отримав призначення на посаду капітана Королівських інженерів.
Він працював старшим викладачем у Східній командній школі камуфляжу в Норвічі та в Центрі розвитку та навчання камуфляжу в замку Фарнем у графстві Суррей. У 1941 році Пенроуз написав Довідник з камуфляжу для служб цивільної оборони, який давав точні вказівки щодо використання текстури, а не лише кольору, особливо для захисту від аерофотозйомки (на той час монохромної).